# Paludza
Paludza je zaniklá obec v okrese Liptovský Mikuláš, byla zatopená přehradou Liptovská Mara. V roce 1921 zde stálo 105 domů a žilo zde 551 obyvatel. Území zaniklé obce Paludza  je součástí obce Galovany.
Zdejší dřevěný artikulární kostel byl přenesen a stojí mezi obcemi Svätý Kríž a Lazisko.

## Osobnosti
V obci se narodili:
- Janko Čajak – básník štúrovské generace
- Ondrej Devečka – politik, evangelický farář, novinář a středoškolský učitel
- Gašpar Fejérpataky-Belopotocký – kulturní pracovník a zakladatel prvního slovenského ochotnického divadla
- Samuel Lišovíni –  evangelický duchovní a náboženský spisovatel
- Adam Matejka – filmový herec
- Matej Platy – náboženský spisovatel, pedagog, církevní hodnostář